# Axel von Mardefeld
Axel Freiherr von Mardefeld auch Axel von Maasberg oder Maesberg, (schwedisch Axel von Massberg, friherre Marderfelt; * 1691 in Schwedisch-Pommern; † 8. Dezember 1748 in Berlin) war ein preußischer Gesandter und Kabinettsminister.

## Leben

### Herkunft und Familie
Axel von Mardefeld war Angehöriger des schwedischen Adelsgeschlechts von Mardefeld. Seine Eltern waren der schwedische General Arvid Axel Mardefelt (1655–1708) und Catharina, geborene von Wedeman († nach 1715), Tochter des mecklenburgischen Kanzlers Johannes Heinrich Wedemann. Er vermählte sich 1712 mit Marie Elisabeth von Stryska (Strzyszka) (1688–1717), einer Tochter des kurbrandenburgischen Oberschenks Samuel von Stryska (Strzyszka) († 1693) und der Maria von der Groeben a.d.H. Lichterfeld († nach 1697).

### Werdegang
Mardefeld wurde preußischer Kammerjunker und als solcher 1724 nach St. Petersburg geschickt, um vom dortigen Gesandten Gustav von Mardefeld (1664–1729), seinem Onkel, angelernt und eingearbeitet zu werden. Im Jahre 1728 wurde er dessen Nachfolger. Er trat in St. Petersburg als Graf Mardefelt auf und besaß vor allem während der früheren Regierungszeit von Kaiserin von Elisabeth großen Einfluss auf den russischen Hof. 1742 avancierte er zum Wirklichen Geheimen Rat. Mit seiner Rückkehr 1747 wurde er Ritter des Schwarzen Adlerordens und als Nachfolger von Kaspar Wilhelm von Borcke (1704–1747) schließlich Kabinettsminister.